# Tomio Tada
Tomio Tada (jap. 多田 富雄, Tada Tomio; * 31. März 1934 in Yūki, Präfektur Ibaraki, Japan; † 21. April 2010 in der Präfektur Tokio) war ein japanischer Immunologe und Autor von Theaterstücken (Nō-Theater).

## Werdegang
Tada war ein Großneffe des japanischen Dichters Fuji Tada (多田不二, 1893–1968). Er studierte an der Waseda-Universität (Bachelor-Abschluss 1952) und an der Universität Chiba Medizin, mit dem Abschluss 1959 und der Promotion in Immunologie 1964. Als Post-Doktorand ging er nach Denver ans spätere National Jewish Health Hospital. Dort war er 1967 in der Gruppe, die den IgE Antikörper entdeckte. Nach der Rückkehr nach Japan war er an der Universität Chiba. 1974 führte er ein Experiment zum Nachweis Regulatorischen T-Zellen (früher Suppressor T-Zellen genannt) durch. Später wurde dem Experiment durch Wissenschaftler am Caltech (Mitchell Kronenberg und andere) ein Fehler nachgewiesen. Die Suche nach Suppressor T-Zellen war in den 1980er Jahren ein intensiv verfolgtes Forschungsgebiet und ihre Existenz lange umstritten. Tada verteidigte seine Hypothese von T-Zellen im Immunsystem, die die Immunantwort unterdrücken konnten und  nach seiner Ansicht eine Rolle bei Allergien und Autoimmunkrankheiten spielten. In den 1990er Jahren wurde ihre Existenz durch Wissenschaftler in Japan bestätigt (Shimon Sakaguchi, Universität Kyoto). 1977 wurde Tada Professor für Immunologie an der Universität Tokio. 1995 wurde er Direktor des Research Institute for Biological Studies der Universität Chiba. 1999 ging er in den Ruhestand. Nach einem Schlaganfall 2001 war Tomio Tada einseitig gelähmt, schrieb aber weiter Theaterstücke. Er starb an Prostatakrebs.
Er schrieb sechs Nō-Stücke, darunter eines über ethische Fragen von Herztransplantationen („Brunnen der Ignoranz“, Mumyō no I, 無明の井), inspiriert durch eine Mordanklage gegen einen Herzchirurgen, die 1968 in Japan angestrengt wurde, eines über die Opfer der radioaktiven Verseuchung in Hiroshima (Gembakuki, 原爆忌) und eines über die Relativitätstheorie und die Suche nach Wahrheit („Der Einsiedler Isseki“, Isseki Sennin, 一石仙人).
1989 gründete er die Zeitschrift International Immunology. 1980 erhielt er den Emil-von-Behring-Preis, vier Jahre später wurde er zum Bunka Kōrōsha, zur Person mit besonderen kulturellen Verdiensten, ernannt.
Er war verheiratet und hatte zwei Töchter.